# أحمد المصطفى (مغني)
أحمد المصطفى مغني سوداني يعرف بلقب عميد الفن في السودان لدوره في الارتقاء بفن الغناء والطرب في السودان والترويج له في الخارج وبسبب نشاطه النقابي في رعاية مصالح الفنانين وهو أول فنان سوداني حُظي بشهرة خارج السودان ويعد من الرعيل الأول في جيل تجديد اسلوب ولون فن الحقيبة الذي تقوم عليه الإغنية السودانية المعاصرة وكان نقيباً لإتحاد الفنانين السودانيين لدورات متتالية عديدة.

## ميلاده ونشأته
ولد أحمد المصطفى في عام 1922 م في قرية الدبيبة الواقعة شرق الخرطوم
وبدأ تعليمه في خلاوي[ ؟ ] المحس بقريته حيث درس مباديء الكتابة والقراءة و حفظ القرآن الكريم وتعلم الإنشاد الديني. وفي مطلع أربعينيات القرن الماضي انتقل إلى الخرطوم للعمل.

## حياته المهنية
عمل أحمد المصطفى في الخرطوم في وظيفة محصل ثم مديرا بشركة عبد المنعم أبو العلا وخلق علاقة قوية مع آل أبو العلا وخاصة مع الشاعر سعد أبو العلا.

## حياته الفنية

### بداياته الأولى
اتيحت له من خلال عمله بشركة أبو العلا في الخرطوم فرصة الاستماع كثيراً إلى اسطوانات الأغاني السودانية و المصرية و اللبنانية وتاثر في تلك الفترة بالموسيقار المصري محمد عبد الوهاب. ومن السودانيين تأثر بكل من  محمد أحمد سرور و عبد الكريم كرومة و فضل المولى زنقار و إسماعيل عبد المعين وغيرهما وكان يردد أغنياتهم في حفلاته الخاصة. وعندما أسس الفنان حسن عطية فرقة موسيقية مع بعض اصدقائه انضم إليها أحمد المصطفى حيث تعلم أساسيات العزف على آلة العود بعد أن كان عزفه مقتصرا على الصفارة.
وبعد تعلمه العزف على آلة العود بدأ أحمد المصطفى يشارك في إحياء حفلات المناسبات الاجتماعية كحفلات الزفاف  وسمعه في إحدى تلك الحفلات حسين طه زكي، أحد المسؤولين بالإذاعة السودانية والذي اعجب بصوته وطلب منه الحضور إلى دار الإذاعة في أم درمان للعمل على إجازة صوته كمطرب تبث الإذاعة أغانيه وكانت أغنية هيام (عيوني هم السبب في أذاي) للشاعر أحمد إبراهيم فلاح أول أغنية سجلها أحمد المصطفى للإذاعة السودانية.

## أسلوبه الغنائي
يعتبر أحمد المصطفي أحد رواد الرومانسية في الأغنية السودانية ومن المجددين لأسلوب الحقيبة الذي تقوم عليه الإغنية السودانية المعاصرة. وكان له دورا بارزا في نشر الغناء الوطني الذي قدمه بأسلوب جديد ومتطور جمع فيه بين النص العاطفي وما يتسق معه من ايقعات ناعمة والنص الحماسي وما يرتبط به من إيقاع قوي. ويستخدم في موسيقاه عدة آلات موسيقية أهمها آلة العود و الأكورديون و الدربكة.

## نشاطه الاجتماعي
كان عضوا في العديد من الجمعيات الخيرية بالسودان.

## نصوص أغنياته
تنوعت نصوص أغنياته من نصوص تعالج موضوعات عاطفية إلى أغنيات الحماسة والأناشيد الوطنية والإنشاد الديني. وتغني أحمدالمصطفى بقصائد لكبار الشعراء السودانيين أمثال حسين بازرعة و أبو آمنة حامد و عبد المنعم عبد الحي و السر دوليب ،  وشعراء من الوطن العربي مثل الشاعر المهجر اللبناني الأصل إيليا أبو ماضي والشاعر المصري أحمد رامي

## شهرته إبان الحرب العالمية الثانية
كان أحمد المصطفى واحداً من الفنانين السودانيين الذين اختارتهم إدارة الحكم الثنائي في السودان للسفر إلى إلى جبهة شمال أفريقيا إبان الحرب العالمية الثانية للترفيه عن الجنود السودانيين بقوة دفاع السودان المرابطين في واحة الكفرة في ليبيا.

## رحلاته الفنية إلى الخارج
قام أحمد المصطفى بجولات فنية في عدة دول لإحياء حفلات ترفيهية فيها من بينها المملكة المتحدة  و ألمانيا الغربية في عام 1957 م و الولايات المتحدة الأمريكية في عام 1974 م إلى جانب عدد من البلدان العربية والإفريقية وفي مقدمتها مصر و إريتريا ، و إثيوبيا التي زارها في سبتمبر / تشرين الأول عام 1961 مع مجموعة من الفنانين السودانيين شملت حسن عطية و سيد خليفة و شرحبيل أحمد و عثمان حسين وذلك لإحياء حفلة فيها بمناسبة إهداء الإمبراطور الإثيوبي هيلا سلاسي الأول قطعة أرض للنادي السوداني في العاصمة الإثيوبية أديس أبابا وأثناء الزيارة طلب أحمد المصطفى من قنصل[ ؟ ] السودان في أسمرا ، ترتيب زيارة للوفد إلى قبر الحاج محمد أحمد سرور الذي يعتبر رائد فن الغناء بالسودان وعندما لاحظ أحمد المصطفى بأن القبر عادي ولا توجد علامة تدل عليه ولا شاهد طلب ببناء القبر بالرخام تكريما وتخليدا لذكرى من يرقد جثمانه فيه.

## إنتاجه الغنائي
سجل أحمد المصطفى للإذاعة السودانية مايقارب الثمانين أغنية وأنشودة .

## نشاطه النقابي
كان أحمد المصطفى من أوائل من سعوا إلى قيام تنظيم نقابي للمغنيين وعازفي الآلات الموسيقية في السودان لحماية حقوقهم بما فيها الحقوق الفكرية ورعاية مصالحهم ورفع مستواهم الاجتماعي والفني. وكان أحمد المصطفى أحد مؤسسي رابطة الفنانين السودانيين وهي أول تنظيم للمغنيين السودانيين  يتحدث بأسمهم مع الجهات الرسمية وفي مقدمتها الإذاعة السودانية المخدم الرئيسي لهم وذلك فيما يتعلق بالأجور وشروط العمل وغيرها من الأمور النقابية. وعندما تحولت الرابطة إلى نقابة كان أحمد المصطفى رئيساً لها أعيد انتخابه لعدة دورات متتالية وحمل لقب نقيب الفنانين.

## أعماله السينمائية
يعتبر أحمد المصطفى أول فنان سوداني يغني ويمثل في فيلم مصري مع محمد الكحلاوي والمغنية اللبنانية صباح وكان ذلك في أوائل خمسينيات القرن العشرين وله معها أغنية مشتركة قاما بادائها معاً  وهي أغنية  «رحماك يا ملاك».  كما أشترك أحمد المصطفى  مع المطربين السودانيين  سرور وكرومة في  فيلم سينمائي  قصير يردد فيه أحمد المصطفى  أناشيد دينية.

## وفاته
توفي الفنان أحمد المصطفى في 30 أكتوبر / تشرين الثاني عام  1999.

## اغنياته
سجلت لأحمد المصطفى  عدة أغنيات  منها:
- زاهي في خدرو
- رحماك يا ملاك
- القربو يحنن
- أنا أمدرمان
- بنت النيل
- البعدو يحنن
- بهواك يا ملاك
- الوسيم
- طار قلبي
- يا رائع
- يلاك يا عصفور
- الليلة ما جاني
- ليالي الريد
- ما أحلي ساعات  اللقاء
- نحن في السودان
- نور في نار
- سفري السبب لي أزاي
- سهران الليل
- يا ظبية
- في سكون الليل
- حاولت أنساك
- شغل بالى	  بالى
- راحت بشائر دمعى
- يا ناسينا
- أشكى وأبكى لمين
- حرام يا ناس
- وطن النجوم
- استمع لأحمد المصطفي في لأغنية زاهي في خدرو

https://www.youtube.com/watch?v=_9R6SFMw2J4&list=RDMgDPd1xQPhc&index=10
- استمع  لأحمد المصطفي في أغنية القربو يحنن

https://www.youtube.com/watch?v=wnRIzTs7--o
- إستمع لأحمد المصطفى مع المغنية اللبنانية صباح في أغنية رحماك يا ملاك.

https://www.youtube.com/watch?v=vf2Af78RBUM